# Reason (álbum de Shaman)
Reason es el nombre del segundo álbum de estudio de la banda brasileña de heavy metal Shaman lanzado en el año 2005. El tema "Innocence" fue publicado como el primer sencillo de este álbum.

## Lista de canciones
Todas las canciones fueron escritas por Andre Matos de la banda Shaman excepto "More" que fue escrita por Andrew Eldrithc y la música fue escrita por Eldrithc y Jim Steinman.

| N.º | Título                              | Duración |  |
| 1.  | «Turn Away»                         | 4:21     |  |
| 2.  | «Reason»                            | 4:40     |  |
| 3.  | «More» (The Sisters of Mercy cover) | 4:02     |  |
| 4.  | «Innocence»                         | 4:37     |  |
| 5.  | «Scarred Forever»                   | 5:20     |  |
| 6.  | «In the Night»                      | 5:54     |  |
| 7.  | «Rough Stone»                       | 5:56     |  |
| 8.  | «Iron Soul»                         | 5:24     |  |
| 9.  | «Trail of Tears»                    | 3:47     |  |
| 10. | «Born to Be»                        | 6:00     |  |

## Créditos
Miembros de la banda
- Andre Matos - Vocalista, piano y teclados
- Hugo Mariutti - Guitarra
- Luís Mariutti - Bajo
- Ricardo Confessori - Percusiones

Músicos adicionales
- Miro - arreglos de teclado y programación y efectos de sonido
- Junior Rossetti - teclados y efectos de sonido
- Fabio Ribeiro - órgano
- Marcus Viana - violín, violoncelo y dioruba
- Helder Araujo - sitar y tablas
- Amanda Somerville - coros y narración
- Ensamble sinfónico estatal de Sao Paulo:
  - Svetlana Terechkova, Andrea Campos Misiuk, Soraya Landim, Matthew Thomas Thorpe, Camila Tamae Yasuca, Cesar Augusto Miranda - violines
  - Svetlana Bogatyreva, Tania Campos Kier - violas
  - Douglas Kier, Wilson Sampaio - violonchelos

Producción
- Sascha Paeth, producción
- Philip Colodetti, masteriin
- Glenn Zolotar, Ricardo Nagata, Luizinho Mazzei, Eduardo Avellar, Evandro Lopez - ingenieros